# مغري (لون)
المَغْري (بالإنجليزية: Ocrhreous)‏ هو لون ينتمي لمجموعة الألوان الحارة. وكلمة مغري نسبة للمغرة.